# NICE Systems
 (janvier 2014).
Si vous disposez d'ouvrages ou d'articles de référence ou si vous connaissez des sites web de qualité traitant du thème abordé ici, merci de compléter l'article en donnant les références utiles à sa vérifiabilité et en les liant à la section « Notes et références ».
NICE  Limited (en hébreu: נייס מערכות) est une société israélienne spécialisée dans la surveillance des réseaux téléphoniques, par enregistrement et analyse des données qui y sont diffusées. 
NICE Systems est cotée à la Bourse de Tel-Aviv (code TA-25).

## Histoire
NICE Systems a été créé en 1986 par 7 anciens soldats et collègues israéliens, sous le nom de Neptune Intelligence Computer Engineering (NICE). Bien que spécialisée initialement dans le secteur militaire, NICE s'est rapidement orientée vers des débouchés civils.

## Acquisitions
NICE a réalisé plusieurs acquisitions en cash ou par échange d'actions de 2005 à 2011, parmi lesquelles :
- Causata (août 2013)
- Merced Systems pour un montant d'environ 150 millions de dollars (décembre 2011)
- Cybertech International pour un montant d'environ 60 millions de dollars (février 2011)
- Actimize pour un montant d'environ 280 millions de dollars (juillet 2007)
- Hannamax Hi-Tech pour un montant de 3 millions de dollars (septembre 2005)
- Dictaphone Communications Recording Systems pour un montant de 38,5 millions de dollars (juin 2005)
- Thales Contact Solutions (anciennement Racal Recorders), filiale du groupe Thalès pour un montant d'environ 55 millions de dollars (juillet 2002)